# Krucifix (Osičky)
V parčíku na návsi obce Osičky v okrese Hradec Králové se u zvonice nalézá kovový krucifix. Krucifix byl podle nápisu na pilíři postaven nákladem sousedů obce Osičky v roce 1899.

## Popis
Krucifix stojí vedle zvonice v Osičkách. Na pískovcovem stupni stojí nízký hranolový pískovcový sokl zakončený nahoře profilováním. Na tomto soklu stojí uzší pilíř ozdobený po stranách volutami a zakončený profilovanou římsou. Na čelní straně pilíře se nalézá rytý nápis o postavení krucifixu.
Na římse je na nízkém profilovaném podstavci upevněn litinový kříž se zlaceným korpusem Krista a zlaceným nápisem INRI nad jeho hlavou. Ramena kříže jsou ozdobena zlacenými rostlinnými motivy.